# Ictiobus meridionalis
Ictiobus meridionalis är en fiskart som först beskrevs av Günther, 1868.  Ictiobus meridionalis ingår i släktet Ictiobus och familjen Catostomidae. Inga underarter finns listade i Catalogue of Life.